# Xanthorhoe polimela
Xanthorhoe polymela là một loài bướm đêm trong họ Geometridae.